# Oakworth
Oakworth – wieś w Anglii, w hrabstwie West Yorkshire. Leży 28 km na zachód od miasta Leeds i 288 km na północny zachód od Londynu.